# ستيفاني ميلس
ستيفاني ميلس (بالإنجليزية: Stephanie Mills)‏ (و. 1957  م) هي مغنية، ومغنية مؤلفة أمريكية، ولدت في بروكلين.

## التعليم
تعلمت في ثانوية صالة إيراسموس ‏.

## وصلات خارجية
- ستيفاني ميلس على موقع IMDb (الإنجليزية)
- ستيفاني ميلس على موقع ميوزك برينز (الإنجليزية)
- ستيفاني ميلس على موقع قاعدة بيانات برودواي على الإنترنت (الإنجليزية)
- ستيفاني ميلس على موقع إن إن دي بي (الإنجليزية)
- ستيفاني ميلس على موقع أول ميوزيك (الإنجليزية)
- ستيفاني ميلس على موقع ديسكوغز (الإنجليزية)
- ستيفاني ميلس على موقع قاعدة بيانات الفيلم (الإنجليزية)
- ستيفاني ميلس في قاعدة بيانات الأفلام على الإنترنت